# Hype Williams
Hype Williams (1970, Queens, Nova Iorque) é um conceituado diretor de videoclipes e filmes, produtor cinematográfico e roteirista americano. 
Ele dirigiu vários videoclipes, como os de "Not Myself Tonight", de Christina Aguilera, "Empire State of Mind", de Jay-Z com Alicia Keys, de "Video Phone",  de Beyoncé com Lady Gaga, "We R Who We R", de Kesha", "I Want To Know What Love Is", de Mariah Carey, "Check on It", de Beyoncé, "Fireball", de Willow Smith com Nicki Minaj", de "6 Foot 7 Foot", de Lil' Wayne, de All of the Lights", de Kanye West, "Stupid Hoe", de Nicki Minaj, ou de "Ghost Town", de Adam Lambert.
Em 2006, o conjunto do seu trabalho como diretor de videoclipes foi homenageado com o prêmio Video Vanguard Award, no MTV Video Video Music Awards desse ano. Williams foi o último diretor a receber este prêmio, que desde então tem sido aribuído apenas a intérpretes musicais.